# Lisa Perterer
Lisa Perterer (Villach, 16 de octubre de 1991) es una deportista austríaca que compite en triatlón y duatlón. Ganó una medalla de oro  en el Campeonato Europeo de Duatlón de 2020.

## Palmarés internacional
| Campeonato Europeo | Campeonato Europeo    | Campeonato Europeo | Campeonato Europeo |
| Año                | Lugar                 | Medalla            | Prueba             |
| ------------------ | --------------------- | ------------------ | ------------------ |
| 2020               | Punta Umbría (España) | Medalla de oro     | Individual         |